# Bereleu (Aldeia)
Bereleu (Bareleu) ist eine osttimoresische Aldeia im Suco Bereleu (Verwaltungsamt Lequidoe, Gemeinde Aileu). 2015 lebten in der Aldeia 266 Menschen.

## Geographie und Einrichtungen
Die Aldeia Bereleu liegt im Nordwesten des Sucos Bereleu. Nördlich befindet sich die Aldeia Lebumetan, östlich die Aldeia Tataresi und südöstlich des Flusses Pahikele die Aldeia Riamori. Der Pahikele gehört  zum System des Nördlichen Laclós. Im Westen grenzt Bereleu an den Suco Acubilitoho.
Die Hauptstraße des Sucos Bereleu bildet zunächst grob die Grenze zur Aldeia Lebumetan. Beiderseits der Straße liegen die Orte Bereleu Foun (Neu-Bereleu) und Lebumetan, die ineinander übergehen. Auf der Südseite der Straße, die zur Aldeia Bereleu gehört, befinden sich der Sitz des Sucos, die Kapelle São Miguel Arcanjo und die Kirche der Assembleias de Deus Bereleu Foun.
An der Grenze zu Acubilitoho liegt im Südwesten das Dorf Bereleu mit der Grundschule Bereleu und einem Hospital. Etwas östlich befindet sich eine weitere kleine Siedlung.